# 克里索利塔
克里索利塔是巴西米纳斯吉拉斯州的一个市镇。总面积969.804平方公里，总人口5659人，人口密度5.8人/平方公里。